# Mörtsjön (Rogsta socken, Hälsingland)
Mörtsjön är en sjö i Hudiksvalls kommun i Hälsingland och ingår i Harmångersån-Delångersåns kustområde. Sjön har en area på 0,162 kvadratkilometer och ligger 45,1 meter över havet.

## Delavrinningsområde
Mörtsjön ingår i det delavrinningsområde (684529-158484) som SMHI kallar för Utloppet av Mörtsjön. Medelhöjden är 50 meter över havet och ytan är 0,66 kvadratkilometer. Det finns inga avrinningsområden uppströms utan avrinningsområdet är högsta punkten. Avrinningsområdets utflöde mynnar i havet. Avrinningsområdet består mestadels av skog (73 procent). Avrinningsområdet har 0,16 kvadratkilometer vattenytor vilket ger det en sjöprocent på 24 procent.